# Старо Село (Кобарід)
Старо Село (словен. Staro Selo) — поселення в общині Кобарід, Регіон Горишка, Словенія. Висота над рівнем моря: 246 м.